# Torneo Apertura 2017 Fútbol Femenino (Chile)
El Campeonato Nacional de Apertura de Primera División de Fútbol Femenino 2017 es el decimosexto torneo de la Primera División de fútbol femenino de Chile, en su categoría adulta. El inicio del torneo fue fijado para el día 4 de marzo, y el cierre, para el día 27 de mayo. La organización del torneo está a cargo de la ANFP.

## Sistema de campeonato

### Primera Fase: Zonas
Los equipos se dividen en 3 zonas: Zona Norte (5 equipos), Zona Centro (10 equipos) y Zona Sur (10 equipos). En cada zona, se jugará 1 sola rueda.
En este torneo se observará el sistema de puntos, de acuerdo a la reglamentación de la Internacional F.A. Board, asignándose tres puntos, al equipo que resulte ganador; un punto, a cada uno en caso de empate; y cero punto al perdedor.
El orden de clasificación de los equipos, se determinará en una tabla de cómputo general, de la siguiente manera:
1) Mayor cantidad de puntos
2) Mayor diferencia de goles a favor; en caso de igualdad;
3) Mayor cantidad de goles convertidos; en caso de igualdad;
4) Mayor cantidad de goles de visita marcados; en caso de igualdad;
5) Menor cantidad de tarjetas rojas recibidas; en caso de igualdad;
6) Menor cantidad de tarjetas amarillas recibidas; en caso de igualdad;
7) Sorteo.
En cuanto al campeón del torneo, se definirá de acuerdo al siguiente sistema:
A) Mayor cantidad de puntos obtenidos; en caso de igualdad;
B) Partido de definición en cancha neutral.
En caso de que la igualdad sea de más de dos equipos, esta se dejará reducida a dos clubes, de acuerdo al orden de clasificación de los equipos determinado anteriormente.

### Segunda Fase: Play-Offs
A esta instancia clasifican: 1 club de la Zona Norte, 3 clubes de la Zona Centro, y 3 de la Zona Sur, más el ganador entre cuartos (4º) lugares de las Zonas Centro y Sur. Se realizarán Play-Offs desde los cuartos de final en adelante.
El equipo que gane la final se proclamará Campeón del Torneo de Apertura.

## Incorporaciones y retiros
| Incorporados a Primera División |
| ------------------------------- |
| No hubo                         |

| Retirados    |
| ------------ |
| Puerto Varas |

## Equipos participantes

### Equipos por región
| Equipo                       | Región             | Comuna o ciudad        |
| ---------------------------- | ------------------ | ---------------------- |
| San Marcos de Arica          | Arica y Parinacota | Arica                  |
| Deportes Iquique             | Tarapacá           | Iquique                |
| Deportes Antofagasta         | Antofagasta        | Antofagasta            |
| Deportes Tocopilla           | Antofagasta        | Tocopilla              |
| Deportes Copiapó             | Atacama            | Copiapó                |
| Deportes La Serena           | Coquimbo           | La Serena              |
| Everton                      | Valparaíso         | Viña del Mar           |
| Santiago Wanderers           | Valparaíso         | Valparaíso             |
| Unión La Calera              | Valparaíso         | Calera                 |
| Audax Italiano               | Metropolitana      | Santiago (La Florida)  |
| Boston College               | Metropolitana      | Santiago (Maipú)       |
| Colo-Colo                    | Metropolitana      | Santiago (Macul)       |
| Palestino                    | Metropolitana      | Santiago (La Cisterna) |
| Santiago Morning             | Metropolitana      | Santiago (Recoleta)    |
| Universidad Católica         | Metropolitana      | Santiago (Las Condes)  |
| Universidad de Chile         | Metropolitana      | Santiago (Nuñoa)       |
| Cobresal                     | O'Higgins          | El Salvador            |
| Curicó Unido                 | Maule              | Curicó                 |
| Rangers                      | Maule              | Talca                  |
| Universidad de Concepción    | Biobío             | Concepción             |
| Naval                        | Biobío             | Talcahuano             |
| Deportes Temuco              | Araucanía          | Temuco                 |
| Magallanes                   | Araucanía          | Temuco                 |
| Universidad Austral de Chile | Los Ríos           | Valdivia               |
| Deportes Puerto Montt        | Los Lagos          | Puerto Montt           |

| Audax Italiano Universidad de Chile Colo-Colo Universidad Católica Santiago Morning Palestino Boston College |

### Información de equipos
| Equipo                       | Ciudad                 | Entrenador          | Recinto Principal                                |
| Audax Italiano               | Santiago (La Florida)  | Christian Branc     | Bicentenario de La Florida                       |
| Boston College               | Santiago (Maipú)       | Mario Rivera        | Santiago Bueras                                  |
| Cobresal                     | Pichidegua             | Claudio Fuentes     | Municipal de Las Cabras                          |
| Colo-Colo                    | Santiago (Macul)       | Eduardo Míguez      | Monumental                                       |
| Curicó Unido                 | Curicó                 | Alejandro Maureira  | Complejo Deportivo Curicó Unido                  |
| Deportes Antofagasta         | Antofagasta            | Quemel Farías       | Regional Calvo y Bascuñán                        |
| Deportes Copiapó             | Copiapó                | Bryan Alfaro        | La Caldera                                       |
| Deportes Iquique             | Iquique                |                     | Cancha Raúl Duarte                               |
| Deportes La Serena           | La Serena              | Felipe Torres       | Complejo Los Llanos                              |
| Deportes Puerto Montt        | Puerto Montt           | Mauricio Sanz       | Municipal Estero Lobos                           |
| Deportes Temuco              | Temuco                 | Carlos Poblete      | Complejo M11                                     |
| Deportes Tocopilla           | Tocopilla              | Jimmy Toledo        | Municipal Ascanio Cortés                         |
| Everton                      | Viña del Mar           | Mario Vera          | Centro Deportivo Everton                         |
| Magallanes                   | Temuco                 |                     |                                                  |
| Naval                        | Concepción             | José Luis Espinoza  | Boca Sur                                         |
| Palestino                    | Santiago (La Cisterna) | Claudio Quintiliani | Los Nogales                                      |
| Rangers                      | Talca                  | Luis Rojas          | Municipal de Villa Alegre                        |
| San Marcos de Arica          | Arica                  |                     | Carlos Dittborn                                  |
| Santiago Morning             | Santiago (Peñalolén)   | Paula Navarro       | Municipal de Peñalolén                           |
| Santiago Wanderers           | Valparaíso             | Jaime Zapata        | Cancha Universidad Viña del Mar (Sede Rodelillo) |
| Unión La Calera              | Calera                 | Aldo Chanampa       | Municipal de Pueblo Artificio                    |
| Universidad Austral de Chile | Valdivia               | José Aguilar        | Parque Municipal                                 |
| Universidad Católica         | Santiago (Las Condes)  | Claudio López       | San Carlos de Apoquindo                          |
| Universidad de Chile         | Santiago (Ñuñoa)       | Andrés Aguayo       | Centro Deportivo Azul                            |
| Universidad de Concepción    | Concepción             | Nilson Concha       | Aníbal Pinto                                     |

### Cambios de entrenador
Los entrenadores interinos aparecen en cursiva.
| Equipo           | Entrenador    | Fechas       |
| ---------------- | ------------- | ------------ |
| Santiago Morning | Luis Guerrero | 1 - 3        |
| Santiago Morning | Paula Navarro | 4 - Presente |

## Posiciones Zona Norte
| Pos. | Equipos              | PTS | PJ | PG | PE | PP | GF | GC | DIF | REND |
| ---- | -------------------- | --- | -- | -- | -- | -- | -- | -- | --- | ---- |
| 1.   | Deportes Antofagasta | 6   | 2  | 2  | 0  | 0  | 7  | 3  | +4  | 100% |
| 2.   | Deportes Iquique     | 3   | 2  | 1  | 0  | 1  | 11 | 4  | +7  | 50%  |
| 3.   | San Marcos de Arica  | 1   | 1  | 1  | 0  | 0  | 5  | 0  | +5  | 100% |
| 2.   | Deportes Copiapó     | 0   | 1  | 0  | 0  | 1  | 0  | 3  | -3  | 0%   |
| 4.   | Deportes Tocopilla   | 0   | 2  | 0  | 0  | 2  | 0  | 12 | -12 | 0%   |

     Clasificado a cuartos de Final de Play-Offs.

### Evolución de las posiciones Zona Norte
| Equipo / Fecha       | 01 | 02 | 03 | 04 | 05 |
| -------------------- | -- | -- | -- | -- | -- |
| Deportes Antofagasta | 2  | 1  |    |    | 1  |
| Deportes Copiapó     | 4  | 4  |    |    |    |
| Deportes Iquique     | 1  | 2  |    |    |    |
| Deportes Tocopilla   | 5  | 5  |    |    |    |
| San Marcos de Arica  | 3  | 3  |    |    |    |

### Resultados Zona Norte
|                            | Deportes Iquique | 8 - 0 | Deportes Tocopilla   |  | Raúl Duarte | 1 de abril | 17:30 |
|                            | Deportes Copiapó | 0 - 3 | Deportes Antofagasta |  | La Caldera  | 1 de abril | 18:00 |
| Libre: San Marcos de Arica |                  |       |                      |  |             |            |       |

|                         | Deportes Antofagasta | 4 - 3 | Deportes Iquique    |  | Regional Calvo y Bascuñán — Cancha 3 | 8 de abril | 17:00 |
|                         | Deportes Tocopilla   | 0 - 5 | San Marcos de Arica |  | Municipal Ascanio Cortés             | 8 de abril | 18:00 |
| Libre: Deportes Copiapó |                      |       |                     |  |                                      |            |       |

|                           | San Marcos de Arica | 0 - 3 | Deportes Antofagasta |  | Carlos Dittborn — Cancha 2 | 22 de abril | 17:00 |
|                           | Deportes Iquique    | -     | Deportes Copiapó     |  | Raúl Duarte                | 22 de abril | 17:00 |
| Libre: Deportes Tocopilla |                     |       |                      |  |                            |             |       |

|                         | Deportes Antofagasta | 2 - 0 | Deportes Tocopilla  |  | Regional Calvo y Bascuñán — Cancha 3 |  |  |
|                         | Deportes Copiapó     | -     | San Marcos de Arica |  |                                      |  |  |
| Libre: Deportes Iquique |                      |       |                     |  |                                      |  |  |

|                             |  | - |
|                             |  | - |
| Libre: Deportes Antofagasta |  |   |

## Posiciones Zona Centro
| Pos. | Equipos              | PTS | PJ | PG | PE | PP | GF | GC | DIF | REND  |
| ---- | -------------------- | --- | -- | -- | -- | -- | -- | -- | --- | ----- |
| 1.   | Colo-Colo            | 21  | 7  | 7  | 0  | 0  | 57 | 4  | +53 | 100%  |
| 2.   | Universidad de Chile | 18  | 7  | 6  | 0  | 1  | 58 | 12 | +46 | 85,7% |
| 3.   | Palestino            | 14  | 7  | 4  | 2  | 1  | 39 | 8  | +31 | 66,7% |
| 4.   | Santiago Morning     | 13  | 7  | 4  | 1  | 2  | 25 | 11 | +14 | 61,9% |
| 5.   | Santiago Wanderers   | 11  | 7  | 3  | 2  | 2  | 17 | 19 | -2  | 52,4% |
| 6.   | Audax Italiano       | 7   | 7  | 2  | 1  | 4  | 14 | 19 | -5  | 33,3% |
| 7.   | Boston College       | 7   | 7  | 2  | 1  | 4  | 23 | 34 | -11 | 33,3% |
| 8.   | Everton              | 7   | 7  | 2  | 1  | 4  | 15 | 29 | -14 | 33,3% |
| 9.   | Deportes La Serena   | 2   | 7  | 0  | 2  | 5  | 9  | 42 | -33 | 9,5%  |
| 10.  | Unión La Calera      | 0   | 7  | 0  | 0  | 7  | 5  | 87 | -82 | 0%    |

     Clasificado a cuartos de Final de Play-Offs.

     Enfrenta al cuarto de la Zona Sur, por el octavo cupo a Play-Offs.

### Evolución de las posiciones Zona Centro
| Equipo / Fecha       | 01 | 02 | 03 | 04 | 05 | 06 | 07 | 08 | 09 |
| -------------------- | -- | -- | -- | -- | -- | -- | -- | -- | -- |
| Audax Italiano       | 5  | 5  | 5  | 4  | 4  | 6  | 6  |    |    |
| Boston College       | 10 | 9  | 9  | 9  | 9  | 8  | 7  |    |    |
| Colo-Colo            | 4  | 1  | 1  | 1  | 2  | 1  | 1  |    |    |
| Deportes La Serena   | 6  | 6  | 6  | 7  | 8  | 9  | 9  |    |    |
| Everton              | 9  | 8  | 8  | 8  | 7  | 7  | 8  |    |    |
| Palestino            | 2  | 3  | 3  | 3  | 3  | 3  | 3  |    |    |
| Santiago Morning     | 7  | 7  | 7  | 6  | 5  | 4  | 4  |    |    |
| Santiago Wanderers   | 3  | 4  | 4  | 5  | 6  | 5  | 5  |    |    |
| Unión La Calera      | 8  | 10 | 10 | 10 | 10 | 10 | 10 |    |    |
| Universidad de Chile | 1  | 2  | 2  | 2  | 1  | 2  | 2  |    |    |

### Resultados Zona Centro
|  | Deportes La Serena   | 2 - 2  | Audax Italiano   |  | Complejo Deportivo Los Llanos | 4 de marzo | 11:30 |
|  | Palestino            | 10 - 2 | Everton          |  | Los Nogales                   | 4 de marzo | 13:30 |
|  | Universidad de Chile | 13 - 1 | Boston College   |  | Centro Deportivo Azul         | 4 de marzo | 18:00 |
|  | Santiago Wanderers   | 9 - 2  | Unión La Calera  |  | Cancha UVM — Sede Rodelillo   | 5 de marzo | 13:00 |
|  | Colo-Colo            | 1 - 0  | Santiago Morning |  | Monumental — Cancha 2         | 5 de marzo | 18:00 |

|  | Deportes La Serena | 1 - 1  | Santiago Wanderers   |  | Complejo Deportivo Los Llanos | 11 de marzo | 11:30 |
|  | Unión La Calera    | 1 - 20 | Colo-Colo            |  | Jorge Hidalgo                 | 11 de marzo | 12:00 |
|  | Santiago Morning   | 1 - 4  | Universidad de Chile |  | Municipal de Quilicura        | 12 de marzo | 12:00 |
|  | Audax Italiano     | 6 - 1  | Everton              |  | Ciudad de Campeones           | 12 de marzo | 13:00 |
|  | Boston College     | 1 - 7  | Palestino            |  | Good Year                     | 12 de marzo | 13:00 |

|  | Palestino            | 3 - 3  | Santiago Morning   |  | Los Nogales                 | 18 de marzo | 13:00 |
|  | Universidad de Chile | 18 - 1 | Unión La Calera    |  | Centro Deportivo Azul       | 18 de marzo | 15:00 |
|  | Colo-Colo            | 14 - 0 | Deportes La Serena |  | Monumental — Cancha 2       | 19 de marzo | 11:30 |
|  | Santiago Wanderers   | 1 - 0  | Audax Italiano     |  | Cancha UVM — Sede Rodelillo | 19 de marzo | 13:00 |
|  | Everton              | 2 - 2  | Boston College     |  | Cancha UVM — Sede Rodelillo | 19 de marzo | 17:30 |

|  | Audax Italiano     | 5 - 0  | Boston College       |  | Ciudad de Campeones           | 25 de marzo | 18:30 |
|  | Deportes La Serena | 3 - 8  | Universidad de Chile |  | Complejo Deportivo Los Llanos | 26 de marzo | 11:30 |
|  | Unión La Calera    | 1 - 14 | Palestino            |  | Municipal de Pueblo Artificio | 26 de marzo | 12:30 |
|  | Santiago Wanderers | 0 - 4  | Colo-Colo            |  | Cancha UVM — Sede Rodelillo   | 26 de marzo | 12:30 |
|  | Santiago Morning   | 2 - 1  | Everton              |  | Municipal de Peñalolén        | 26 de marzo | 15:30 |

|  | Palestino            | 7 - 0  | Deportes La Serena |  | Los Nogales           | 1 de abril | 12:00 |
|  | Universidad de Chile | 10 - 0 | Santiago Wanderers |  | Centro Deportivo Azul | 1 de abril | 16:00 |
|  | Boston College       | 3 - 5  | Santiago Morning   |  | Santiago Bueras       | 2 de abril | 12:00 |
|  | Colo-Colo            | 9 - 0  | Audax Italiano     |  | Monumental — Cancha 2 | 2 de abril | 15:00 |
|  | Everton              | 4 - 1  | Unión La Calera    |  | ANFA Las Torres       | 2 de abril | 18:00 |

|  | Deportes La Serena | 2 - 3 | Everton              |  | Complejo Deportivo Los Llanos | 9 de abril | 11:30 |
|  | Audax Italiano     | 0 - 2 | Santiago Morning     |  | Bicentenario de La Florida    | 9 de abril | 12:00 |
|  | Unión La Calera    | 0 - 8 | Boston College       |  | Complejo Deportivo Esperanza  | 9 de abril | 13:00 |
|  | Santiago Wanderers | 0 - 0 | Palestino            |  | Complejo Deportivo Mantagua   | 9 de abril | 13:00 |
|  | Colo-Colo          | 5 - 2 | Universidad de Chile |  | Monumental — Cancha 2         | 9 de abril | 17:00 |

|  | Palestino            | 1 - 4  | Colo-Colo          |  | Los Nogales              | 22 de abril | 13:00 |
|  | Universidad de Chile | 3 - 1  | Audax Italiano     |  | Centro Deportivo Azul    | 22 de abril | 16:00 |
|  | Boston College       | 8 - 1  | Deportes La Serena |  | Good Year                | 23 de abril | 12:00 |
|  | Everton              | 2 - 6  | Santiago Wanderers |  | Centro Deportivo Everton | 23 de abril | 13:00 |
|  | Santiago Morning     | 14 - 0 | Unión La Calera    |  | Municipal de Peñalolén   | 23 de abril | 15:30 |

|  |  | - |
|  |  | - |
|  |  | - |
|  |  | - |
|  |  | - |

|  |  | - |
|  |  | - |
|  |  | - |
|  |  | - |
|  |  | - |

## Posiciones Zona Sur
| Pos. | Equipos                      | PTS | PJ | PG | PE | PP | GF | GC | DIF | REND  |
| ---- | ---------------------------- | --- | -- | -- | -- | -- | -- | -- | --- | ----- |
| 1.   | Deportes Temuco              | 21  | 7  | 7  | 0  | 0  | 34 | 3  | +31 | 100%  |
| 2.   | Cobresal                     | 15  | 7  | 5  | 0  | 2  | 24 | 15 | +9  | 71,4% |
| 3.   | Naval                        | 13  | 7  | 4  | 1  | 2  | 19 | 11 | +8  | 61,9% |
| 4.   | Universidad Católica         | 12  | 7  | 4  | 0  | 3  | 35 | 7  | +28 | 57,1% |
| 5.   | Universidad de Concepción    | 11  | 7  | 3  | 2  | 2  | 19 | 16 | +3  | 52,4% |
| 6.   | Deportes Puerto Montt        | 10  | 7  | 3  | 1  | 3  | 17 | 15 | +2  | 47,6% |
| 7.   | Curicó Unido                 | 9   | 7  | 3  | 0  | 4  | 14 | 24 | -10 | 42,9% |
| 8.   | Universidad Austral de Chile | 6   | 7  | 2  | 0  | 5  | 10 | 40 | -30 | 28,8% |
| 9.   | Rangers                      | 4   | 7  | 1  | 1  | 5  | 10 | 31 | -21 | 19,1% |
| 10.  | Magallanes                   | 1   | 7  | 0  | 1  | 6  | 7  | 25 | -18 | 4,8%  |

     Clasificado a cuartos de Final de Play-Offs.

     Enfrenta al cuarto de la Zona Centro, por el octavo cupo a Play-Offs.

### Evolución de las posiciones Zona Sur
| Equipo / Fecha               | 01 | 02 | 03 | 04 | 05 | 06 | 07 | 08 | 09 |
| ---------------------------- | -- | -- | -- | -- | -- | -- | -- | -- | -- |
| Cobresal                     | 3  | 7  | 4  | 6  | 4  | 3  | 2  |    |    |
| Curicó Unido                 | 4  | 6  | 7  | 7  | 5  | 6  | 7  |    |    |
| Deportes Puerto Montt        | 8  | 4  | 3  | 5  | 7  | 7  | 6  |    |    |
| Deportes Temuco              | 2  | 2  | 2  | 2  | 1  | 1  | 1  | 1  |    |
| Magallanes                   | 7  | 7  | 8  | 8  | 8  | 10 | 10 |    |    |
| Naval                        | 6  | 8  | 6  | 4  | 3  | 5  | 3  |    |    |
| Rangers                      | 9  | 9  | 9  | 9  | 9  | 8  | 9  |    |    |
| Universidad Austral de Chile | 10 | 10 | 10 | 10 | 10 | 9  | 8  |    |    |
| Universidad Católica         | 1  | 1  | 1  | 1  | 2  | 2  | 4  |    |    |
| Universidad de Concepción    | 5  | 3  | 5  | 3  | 6  | 4  | 5  |    |    |

### Resultados Zona Sur
|  | Naval                | 2 - 2  | Universidad de Concepción    |  | Boca Sur                           | 4 de marzo | 11:00 |
|  | Curicó Unido         | 3 - 2  | Magallanes                   |  | Santa Marta                        | 4 de marzo | 12:30 |
|  | Rangers              | 0 - 8  | Deportes Temuco              |  | Municipal de Villa Alegre          | 4 de marzo | 15:00 |
|  | Cobresal             | 3 - 2  | Deportes Puerto Montt        |  | Municipal de Pichidegua            | 4 de marzo | 20:00 |
|  | Universidad Católica | 13 - 0 | Universidad Austral de Chile |  | San Carlos de Apoquindo — Cancha 2 | 5 de marzo | 11:00 |

|  | Deportes Puerto Montt        | 5 - 3 | Curicó Unido              |  | Municipal Estero Lobos                       | 11 de marzo | 12:00 |
|  | Magallanes                   | 1 - 1 | Rangers                   |  | Campos Deportivos — Sector Pedro de Valdivia | 11 de marzo | 15:00 |
|  | Deportes Temuco              | 4 - 2 | Naval                     |  | Complejo M11 Labranza                        | 11 de marzo | 18:00 |
|  | Universidad Austral de Chile | 1 - 5 | Universidad de Concepción |  | Universitario Campus Miraflores              | 12 de marzo | 11:30 |
|  | Universidad Católica         | 2 - 0 | Cobresal                  |  | San Carlos de Apoquindo — Cancha 2           | 12 de marzo | 13:00 |

|  | Curicó Unido              | 0 - 8 | Universidad Católica         |  | Complejo Deportivo Club Curicó Unido | 18 de marzo | 13:00 |
|  | Naval                     | 3 - 1 | Magallanes                   |  | Boca Sur                             | 18 de marzo | 13:00 |
|  | Rangers                   | 1 - 4 | Deportes Puerto Montt        |  | Municipal de Villa Alegre            | 18 de marzo | 15:00 |
|  | Universidad de Concepción | 1 - 4 | Deportes Temuco              |  | Aníbal Pinto                         | 18 de marzo | 15:00 |
|  | Cobresal                  | 7 - 3 | Universidad Austral de Chile |  | Municipal de Las Cabras              | 18 de marzo | 20:00 |

|  | Deportes Puerto Montt        | 1 - 4 | Naval                     |  | Municipal Estero Lobos             | 25 de marzo | 12:00 |
|  | Cobresal                     | 0 - 3 | Curicó Unido              |  | Municipal de Las Cabras            | 25 de marzo | 12:30 |
|  | Magallanes                   | 0 - 5 | Universidad de Concepción |  | Tegualda                           | 25 de marzo | 14:00 |
|  | Universidad Católica         | 9 - 1 | Rangers                   |  | San Carlos de Apoquindo — Cancha 2 | 25 de marzo | 17:00 |
|  | Universidad Austral de Chile | 0 - 8 | Deportes Temuco           |  | Universitario Campus Miraflores    | 25 de marzo | 18:30 |

|  | Rangers                   | 1 - 5 | Cobresal                     |  | Municipal de Colbún                  | 1 de abril | 14:30 |
|  | Deportes Temuco           | 6 - 0 | Magallanes                   |  | Complejo M11 Labranza                | 2 de abril | 11:00 |
|  | Naval                     | 2 - 0 | Universidad Católica         |  | Boca Sur                             | 2 de abril | 11:30 |
|  | Universidad de Concepción | 2 - 2 | Deportes Puerto Montt        |  | Aníbal Pinto                         | 2 de abril | 12:00 |
|  | Curicó Unido              | 3 - 0 | Universidad Austral de Chile |  | Complejo Deportivo Club Curicó Unido | 2 de abril | 13:00 |

|  | Universidad Católica         | 1 - 2 | Universidad de Concepción |  | San Carlos de Apoquindo — Cancha 2   | 8 de abril | 11:00 |
|  | Cobresal                     | 3 - 2 | Naval                     |  | Municipal de Las Cabras              | 8 de abril | 14:00 |
|  | Universidad Austral de Chile | 4 - 3 | Magallanes                |  | Universitario Campus Miraflores      | 8 de abril | 14:30 |
|  | Curicó Unido                 | 2 - 5 | Rangers                   |  | Complejo Deportivo Club Curicó Unido | 9 de abril | 13:00 |
|  | Deportes Puerto Montt        | 0 - 2 | Deportes Temuco           |  | Tricolor de Puerto Montt             | 9 de abril | 16:00 |

|  | Magallanes                | 0 - 3 | Deportes Puerto Montt        |  | Campos Deportivos     | 22 de abril | 14:15 |
|  | Naval                     | 4 - 0 | Curicó Unido                 |  | Municipal de Hualpén  | 22 de abril | 15:00 |
|  | Universidad de Concepción | 2 - 6 | Cobresal                     |  | Aníbal Pinto          | 22 de abril | 15:00 |
|  | Rangers                   | 1 - 2 | Universidad Austral de Chile |  | Villa Esperanza       | 22 de abril | 16:30 |
|  | Deportes Temuco           | 2 - 0 | Universidad Católica         |  | Complejo M11 Labranza | 23 de abril | 11:00 |

|  |  | - |
|  |  | - |
|  |  | - |
|  |  | - |
|  |  | - |

|  |  | - |
|  |  | - |
|  |  | - |
|  |  | - |
|  |  | - |

## Partido por el octavo cupo a Play-Offs
A esta instancia llegan los dos equipos posicionados en el cuarto lugar de las Zonas Centro y Sur respectivamente. El partido se juega en cancha neutral.
|  |  | - |  |  |  | 10 de mayo |  |

## Play-Offs
|  | Cuartos de final     | Cuartos de final |                      |                 | Semifinales | Semifinales |  |           | Final      | Final      |  |
|  | 13 de mayo           | 13 de mayo       |                      |                 | 20 de mayo  | 20 de mayo  |  |           | 27 de mayo | 27 de mayo |  |
|  |                      |                  |                      |                 |             |             |  |           |            |            |  |
|  |                      |                  |                      |                 |             |             |  |           |            |            |  |
|  | Colo-Colo            | 10               |                      |                 |             |             |  |           |            |            |  |
|  | Colo-Colo            | 10               |                      |                 |             |             |  |           |            |            |  |
|  | Univ. de Concepción  | 0                |                      |                 |             |             |  |           |            |            |  |
|  | Univ. de Concepción  | 0                |                      | Colo-Colo       | 2           |             |  |           |            |            |  |
|  |                      |                  |                      | Colo-Colo       | 2           |             |  |           |            |            |  |
|  |                      |                  | Universidad de Chile | 1               |             |             |  |           |            |            |  |
|  | Universidad de Chile | 9                | Universidad de Chile | 1               |             |             |  |           |            |            |  |
|  | Universidad de Chile | 9                |                      |                 |             |             |  |           |            |            |  |
|  | Cobresal             | 1                |                      |                 |             |             |  |           |            |            |  |
|  | Cobresal             | 1                |                      |                 |             |             |  | Colo-Colo | 4          |            |  |
|  |                      |                  |                      |                 |             |             |  | Colo-Colo | 4          |            |  |
|  |                      |                  | Palestino            | 2               |             |             |  |           |            |            |  |
|  | Deportes Temuco      | 1                | Palestino            | 2               |             |             |  |           |            |            |  |
|  | Deportes Temuco      | 1                |                      |                 |             |             |  |           |            |            |  |
|  | Santiago Morning     | 0                |                      |                 |             |             |  |           |            |            |  |
|  | Santiago Morning     | 0                |                      | Deportes Temuco | 2           |             |  |           |            |            |  |
|  |                      |                  |                      | Deportes Temuco | 2           |             |  |           |            |            |  |
|  |                      |                  | Palestino            | 4               |             |             |  |           |            |            |  |
|  | Deportes Antofagasta | 2                | Palestino            | 4               |             |             |  |           |            |            |  |
|  | Deportes Antofagasta | 2                |                      |                 |             |             |  |           |            |            |  |
|  | Palestino            | 4                |                      |                 |             |             |  |           |            |            |  |
|  | Palestino            | 4                |                      |                 |             |             |  |           |            |            |  |
|  |                      |                  |                      |                 |             |             |  |           |            |            |  |

## Goleadoras
Actualizado el 4 de abril de 2017
| Top 10                 | Top 10                    | Top 10 |
| ---------------------- | ------------------------- | ------ |
| Jugadora               | Equipo                    | Goles  |
| Verónica Riquelme      | Palestino                 | 20     |
| María José Urrutia     | Universidad Católica      | 18     |
| Fernanda Araya         | Universidad de Chile      | 15     |
| Tamara Becerra         | Cobresal                  | 10     |
| María Isabel Rebolledo | Universidad de Concepción | 9      |
| Karen Araya            | Colo-Colo                 | 8      |
| Bianca Jiménez         | Deportes Temuco           | 8      |
| Fabiola Álvarez        | Deportes Temuco           | 7      |
| Jazmín Torrealba       | Palestino                 | 7      |
| Rosario Balmaceda      | Universidad de Chile      | 7      |

| Tabla de goleadores completa* | Tabla de goleadores completa* | Tabla de goleadores completa* |
| ----------------------------- | ----------------------------- | ----------------------------- |
| Jugadora                      | Equipo                        | Goles                         |
| Carla Guerrero                | Colo-Colo                     | 6                             |
| Nicole Fajre                  | Universidad de Chile          | 6                             |
| Kathya Ponce                  | Universidad de Chile          | 6                             |
| Javiera Garrido               | Audax Italiano                | 5                             |
| Camila Sáez                   | Colo-Colo                     | 5                             |
| Javiera Grez                  | Curicó Unido                  | 5                             |
| Daniela Pardo                 | Santiago Morning              | 5                             |
| Rebeca Fernández              | Santiago Wanderers            | 5                             |
| Bárbara Santibáñez            | Universidad de Chile          | 5                             |
| Ivette Olivares               | Boston College                | 4                             |
| Ana Gutiérrez                 | Colo-Colo                     | 4                             |
| Yessenia Huenteo              | Colo-Colo                     | 4                             |
| Nardy Guzmán                  | Deportes Temuco               | 4                             |
| Kristel Muñoz                 | Deportes Temuco               | 4                             |
| Jazmín Gallardo               | Naval                         | 4                             |
| Javiera Toro                  | Palestino                     | 4                             |
| Fernanda Hidalgo              | Colo-Colo                     | 3                             |
| Francisca Lara                | Colo-Colo                     | 3                             |
| Yanara Lepín                  | Colo-Colo                     | 3                             |
| Nathalie Quezada              | Colo-Colo                     | 3                             |
| Rocío Soto                    | Colo-Colo                     | 3                             |
| Daniela Villegas              | Deportes Puerto Montt         | 3                             |
| Abigail Figueroa              | Deportes Temuco               | 3                             |
| Maryorie Hernández            | Palestino                     | 3                             |
| Nicol Sanhueza                | Palestino                     | 3                             |
| Abigail Ahumada               | Unión La Calera               | 3                             |
| Valentina Núñez               | Universidad Católica          | 3                             |
| Maura Ramírez                 | Universidad Católica          | 3                             |
| Josefa Alvear                 | Universidad de Chile          | 3                             |
| Andrea Gamboa                 | Audax Italiano                | 2                             |
| Sol Morales                   | Audax Italiano                | 2                             |
| Fernanda Geroldi              | Cobresal                      | 2                             |
| Vanessa Riquelme              | Cobresal                      | 2                             |
| Bárbara Muñoz                 | Colo-Colo                     | 2                             |
| Javiera Roa                   | Colo-Colo                     | 2                             |
| Antonia Leyton                | Curicó Unido                  | 2                             |
| Natalia Rodríguez             | Curicó Unido                  | 2                             |
| Camila Vergara                | Curicó Unido                  | 2                             |
| Thyare Tapia                  | Deportes Antofagasta          | 2                             |
| Yenny Acuña                   | Deportes Iquique              | 2                             |
| Yeimy Lazo                    | Deportes Iquique              | 2                             |
| Valentina Bruna               | Deportes La Serena            | 2                             |
| Pía Flores                    | Deportes La Serena            | 2                             |
| Francisca Maturana            | Deportes La Serena            | 2                             |
| Carol Negrón                  | Deportes Puerto Montt         | 2                             |
| Candy Schencke                | Deportes Puerto Montt         | 2                             |
| Daniela Ceballos              | Deportes Temuco               | 2                             |
| Lorena Apablaza               | Everton                       | 2                             |
| Sigrid Becerra                | Everton                       | 2                             |
| Carolina Tapia                | Everton                       | 2                             |
| Camila Montero                | Deportes Puerto Montt         | 2                             |
| Camila Ojeda                  | Deportes Puerto Montt         | 2                             |
| Carla Bascur                  | Naval                         | 2                             |
| Kathya Valenzuela             | Naval                         | 2                             |
| Montserrat Grau               | Palestino                     | 2                             |
| Franchesca Caniguan           | Rangers                       | 2                             |
| Pilar Gutiérrez               | Rangers                       | 2                             |
| Gabriela Herrera              | Santiago Wanderers            | 2                             |
| Camila Guzmán                 | Universidad Austral de Chile  | 2                             |
| Isabel Celis                  | Universidad Católica          | 2                             |
| Javiera Monsalve              | Universidad Católica          | 2                             |
| Laura de la Torre             | Universidad de Chile          | 2                             |
| Katherine Cruces              | Universidad de Concepción     | 2                             |
| Angélica Gutiérrez            | Universidad de Concepción     | 2                             |
| Jessica Galaz                 | Audax Italiano                | 1                             |
| Mariana García                | Audax Italiano                | 1                             |
| Fernanda Ramírez              | Audax Italiano                | 1                             |
| Belen Ormeño                  | Audax Italiano                | 1                             |
| Yessenia Carrasco             | Boston College                | 1                             |
| Patricia Fierro               | Boston College                | 1                             |
| Tania Mella                   | Boston College                | 1                             |
| Estefany Pastén               | Cobresal                      | 1                             |
| Fernanda Contreras            | Colo-Colo                     | 1                             |
| Geraldine Leyton              | Colo-Colo                     | 1                             |
| Deyanira Barrera              | Curicó Unido                  | 1                             |
| Nicole Fabres                 | Deportes Antofagasta          | 1                             |
| Francesca Acuña               | Deportes Iquique              | 1                             |
| Francisca Araya               | Deportes Iquique              | 1                             |
| Geraldine Salazar             | Deportes Iquique              | 1                             |
| Catherine Tapia               | Deportes Iquique              | 1                             |
| Matzury Agüero                | Deportes Puerto Montt         | 1                             |
| Ninoska Hernández             | Deportes Puerto Montt         | 1                             |
| Constanza Werner              | Deportes Puerto Montt         | 1                             |
| Guirnette Quiroz              | Deportes Temuco               | 1                             |
| Constanza Muñoz               | Everton                       | 1                             |
| Arlette Reineros              | Everton                       | 1                             |
| Karen Urrutia                 | Everton                       | 1                             |
| Fanny Velásquez               | Everton                       | 1                             |
| Marcela Catrilaf              | Magallanes                    | 1                             |
| Macarena Barrera              | Magallanes                    | 1                             |
| Camila Lagos                  | Magallanes                    | 1                             |
| Sonia Chamorro                | Naval                         | 1                             |
| Mariana Oyarzo                | Naval                         | 1                             |
| Denisse Ulloa                 | Naval                         | 1                             |
| Catalina Díaz                 | Palestino                     | 1                             |
| Nicole Gutiérrez              | Palestino                     | 1                             |
| Catalina López                | Santiago Morning              | 1                             |
| Carolina Márquez              | Santiago Wanderers            | 1                             |
| Yamila Pérez                  | Santiago Wanderers            | 1                             |
| Bárbara Quezada               | Santiago Wanderers            | 1                             |
| Constanza Villanueva          | Santiago Wanderers            | 1                             |
| Abigail Cáceres               | Unión La Calera               | 1                             |
| Monica Fariña                 | Unión La Calera               | 1                             |
| Pía Muñoz                     | Universidad Austral de Chile  | 1                             |
| Dania Raicahuin               | Universidad Austral de Chile  | 1                             |
| Teresa Hermosilla             | Universidad Católica          | 1                             |
| Gabriela Muñoz                | Universidad Católica          | 1                             |
| Betsa Orellana                | Universidad Católica          | 1                             |
| Monserrat Sepúlveda           | Universidad Católica          | 1                             |
| Sofía Hartard                 | Universidad de Chile          | 1                             |
| Isidora Hernández             | Universidad de Chile          | 1                             |
| Paloma López                  | Universidad de Chile          | 1                             |
| Yipsy Ojeda                   | Universidad de Chile          | 1                             |
| Daniela Panguinao             | Universidad de Chile          | 1                             |
| Fernanda Pinilla              | Universidad de Chile          | 1                             |
| Ámbar Soruco                  | Universidad de Chile          | 1                             |
| Constanza Muñoz               | Universidad de Concepción     | 1                             |
| Camila Palma                  | Universidad de Concepción     | 1                             |

     Máxima goleadora del torneo.

     Segunda máxima goleadora del torneo.

     Tercera máxima goleadora del torneo.

Nota: Goles pendientes en la Tabla:
- 1 de Magallanes (Fecha 3).